# Neotyphodium huerfanum
Neotyphodium huerfanum är en svampart som först beskrevs av J.F. White, G.T. Cole & Morgan-Jones, och fick sitt nu gällande namn av Glenn, C.W. Bacon & Hanlin 1996. Neotyphodium huerfanum ingår i släktet Neotyphodium och familjen Clavicipitaceae.   Inga underarter finns listade i Catalogue of Life.